# Lincomycin
Lincomycin là kháng sinh lincosamid thu được từ nuôi cấy xạ khuẩn Streptomyces lincolnensis. Clindamycin là một hợp chất có liên quan được điều chế từ lincomycin bằng cách sử dụng thionyl chloride để thay thế nhóm chức 7-hydroxy (nhóm -OH) bằng nguyên tử clo với nghịch chuyển đối xứng bàn tay (Chirality).